# Joshua Hurlburt-Yu
Joshua Hurlburt-Yu (Toronto, 28 de diciembre de 1994) es un deportista canadiense que compite en bádminton. Ganó una medalla de oro en los Juegos Panamericanos de 2019, en la prueba de dobles mixto.

## Palmarés internacional
| Juegos Panamericanos | Juegos Panamericanos | Juegos Panamericanos | Juegos Panamericanos |
| Año                  | Lugar                | Medalla              | Prueba               |
| -------------------- | -------------------- | -------------------- | -------------------- |
| 2019                 | Lima (Perú)          | Medalla de oro       | Dobes mixto          |